# Jan Heintze
Jan Heintze (Tårnby, 17 augustus 1963) is een voormalig Deens voetballer. Hij was van 1980 tot en met 2003 actief als prof, waarvan zestien jaar bij PSV. Hij won met de Eindhovense club onder meer negen keer het Nederlandse landskampioenschap en in 1987/88 de Europacup I. Heintze was van 1987 tot en met 2002 ook actief in het Deens voetbalelftal, waarvoor hij 86 interlands speelde en vier keer scoorde.

## Carrière
Heintze begon in zijn jeugd bij de plaatselijke voetbalclub, Tårnby Boldklub. Op 17-jarige leeftijd gaat hij naar Kastrup, een club uit de Deense hoogste divisie. Dat jaar degraderen ze en Heintze heeft aanbiedingen van buitenlandse clubs, waaronder FC Twente, maar zijn moeder vindt hem nog te jong en hij blijft nog een jaar in Denemarken. Na dat jaar komen wederom buitenlandse clubs bij Heintze langs die hem willen overnemen, waaronder 1. FC Köln en PSV. Köln biedt hem een contract aan, maar wacht nog met de besprekingen op de nieuwe trainer, en na een korte stage bij PSV tekent Heintze een contract bij de Eindhovenaren.

### PSV, de eerste twaalf jaar
Heintze maakt op 4 december 1982 zijn officiële debuut voor PSV, als hij in de 70e minuut invalt voor Jung-moo Huh. De andere spelers die die wedstrijd meespeelden zijn Ernie Brandts, Pim Doesburg, Jurrie Koolhof, Ton Lokhoff, Jan Poortvliet, René en Willy van de Kerkhof, Huub Stevens, Hallvar Thoresen en Piet Wildschut. Een jaar later verovert Heintze definitief een vaste plaats in de basis, en viert in 1986 zijn eerste landskampioenschap met PSV. Net als in 1987, 1988 en 1989. Heintze behoort hiermee tot de weinige voetballers die vier keer op rij landskampioen van de Nederlandse Eredivisie zijn geworden. Andere spelers die dat lukte zijn onder anderen Hans van Breukelen, Eric Gerets, Heurelho da Silva Gomes, Ibrahim Afellay en Jefferson Farfán. In 1988 wint hij met PSV de treble, samen met drie andere Denen bij PSV, Søren Lerby, Frank Arnesen en Ivan Nielsen. Ook in 1991 en 1992 wordt Heintze met PSV kampioen, als hij in 1994 moet vertrekken, omdat trainer Aad de Mos hem niet meer nodig heeft vertrekt hij in 1994 naar Bayer 05 Uerdingen.

### Duitsland
Heintze gaat in de Bundesliga spelen. Heintze strijdt met Bayer 05 Uerdingen tegen degradatie, maar dat wordt in zijn eerste seizoen nog ontlopen, een jaar later, wanneer de club haar naam heeft veranderd in KFC Uerdingen 05 omdat sponsor Bayer zich heeft teruggetrokken degradeert Uerdingen naar de 2. Liga. Heintze vertrok daarop naar Bayer Leverkusen, wederom een club van sponsor Bayer en waar wederom ex-PSV’er Erik Meijer zijn teamgenoot zou worden, net als in Uerdingen en Eindhoven. Bij Leverkusen maakt Heintze kennis met trainer Christoph Daum, die Leverkusen naar hun beste tijd ooit leidt. Met Leverkusen werd Heintze in drie jaar tijd twee maal tweede en één keer derde in de competitie.

### PSV, nog eens vier jaar
Heintze is 36 jaar als hij terugkeert bij PSV waar zijn oud-ploeggenoot Eric Gerets trainer wordt. Heintze wordt nog drie keer kampioen met PSV: in 2000, 2001 en 2003. Op 25 mei 2003 speelt hij zijn laatste competitiewedstrijd uit zijn carrière, als hij in de 87e minuut invalt voor Young-pyo Lee. Net als in zijn eerste wedstrijd valt Heintze dus in voor een Zuid-Koreaan. Zijn teamgenoten bij zijn afscheid zijn Ronald Waterreus, Kasper Bøgelund, Wilfred Bouma, André Ooijer, Ji-sung Park, Mark van Bommel, Johann Vogel, Arjen Robben, Arnold Bruggink, Mateja Kežman, Remco van der Schaaf en Dennis Rommedahl. Veel ploeggenoten van hem uit zijn debuutwedstrijd bij PSV zijn dan al lang trainer.
Heintze speelde 397 competitiewedstrijden voor PSV en tevens 75 Europese wedstrijden. Daarmee staat hij op de tweede plaats, achter Wilfred Bouma, op de all-time ranglijst wat betreft Europese wedstrijden.
Heintze heeft ruim twintig jaar op het hoogste niveau gespeeld, voornamelijk voor PSV. In 2002 verscheen zijn autobiografie "Jan Heintze, 20 jaar aan de top".

### Clubstatistieken
| Seizoen | Club                | Competitie  | wed. | goals |
| ------- | ------------------- | ----------- | ---- | ----- |
| 1981    | Kastrup BK          | 1. division | 29   | 4     |
| 1982    | Kastrup BK          | 2. division | ..   | ..    |
| 1982/83 | PSV                 | Eredivisie  | 2    | 1     |
| 1983/84 | PSV                 | Eredivisie  | 24   | 1     |
| 1984/85 | PSV                 | Eredivisie  | 26   | 0     |
| 1985/86 | PSV                 | Eredivisie  | 32   | 0     |
| 1986/87 | PSV                 | Eredivisie  | 34   | 1     |
| 1987/88 | PSV                 | Eredivisie  | 28   | 1     |
| 1988/89 | PSV                 | Eredivisie  | 28   | 0     |
| 1989/90 | PSV                 | Eredivisie  | 33   | 0     |
| 1990/91 | PSV                 | Eredivisie  | 33   | 0     |
| 1991/92 | PSV                 | Eredivisie  | 29   | 1     |
| 1992/93 | PSV                 | Eredivisie  | 24   | 0     |
| 1993/94 | PSV                 | Eredivisie  | 20   | 0     |
| 1994/95 | KFC Uerdingen 05    | Bundesliga  | 26   | 2     |
| 1995/96 | KFC Uerdingen 05    | Bundesliga  | 27   | 1     |
| 1996/97 | Bayer 04 Leverkusen | Bundesliga  | 31   | 1     |
| 1997/98 | Bayer 04 Leverkusen | Bundesliga  | 30   | 3     |
| 1998/99 | Bayer 04 Leverkusen | Bundesliga  | 26   | 1     |
| 1999/00 | PSV                 | Eredivisie  | 28   | 1     |
| 2000/01 | PSV                 | Eredivisie  | 27   | 0     |
| 2001/02 | PSV                 | Eredivisie  | 16   | 0     |
| 2002/03 | PSV                 | Eredivisie  | 11   | 0     |

## Deens nationaal elftal
Heintze speelde in totaal 86 wedstrijden voor de Deense nationale ploeg, daarin kon hij vier doelpunten scoren. Hij maakte zijn debuut op 29 april 1987 tegen Finland (1-0 winst). In 1992 werd Denemarken Europees kampioen, maar Heintze was daar niet bij vanwege een conflict met toenmalig bondscoach Richard Møller Nielsen. Zijn laatste wedstrijd was op 6 juni 2002 (Senegal-Denemarken) op het WK in Zuid-Korea en Japan.
| Interlands van Jan Heintze voor Denemarken | Interlands van Jan Heintze voor Denemarken | Interlands van Jan Heintze voor Denemarken | Interlands van Jan Heintze voor Denemarken | Interlands van Jan Heintze voor Denemarken | Interlands van Jan Heintze voor Denemarken |
| №                                          | Datum                                      | Wedstrijd                                  | Uitslag                                    | Competitie                                 | Goals                                      |
| ------------------------------------------ | ------------------------------------------ | ------------------------------------------ | ------------------------------------------ | ------------------------------------------ | ------------------------------------------ |
| 1                                          | 29 Apr 1987                                | Finland – Denemarken                       | 0–1                                        | EK-kwalificatie                            |                                            |
| 2                                          | 23 Sep 1987                                | West-Duitsland – Denemarken                | 1–0                                        | Oefeninterland                             |                                            |
| 3                                          | 14 Oct 1987                                | Denemarken – Wales                         | 1–0                                        | EK-kwalificatie                            |                                            |
| 4                                          | 27 Apr 1988                                | Oostenrijk – Denemarken                    | 1–0                                        | Oefeninterland                             |                                            |
| 5                                          | 01 Jun 1988                                | Denemarken – Tsjecho-Slowakije             | 0–1                                        | Oefeninterland                             |                                            |
| 6                                          | 05 Jun 1988                                | Denemarken – België                        | 3–1                                        | Oefeninterland                             |                                            |
| 7                                          | 11 Jun 1988                                | Denemarken – Spanje                        | 2–3                                        | EK-eindronde                               |                                            |
| 8                                          | 14 Jun 1988                                | Duitsland – Denemarken                     | 2–0                                        | EK-eindronde                               |                                            |
| 9                                          | 17 Jun 1988                                | Denemarken – Italië                        | 0–2                                        | EK-eindronde                               |                                            |
| 10                                         | 14 Sep 1988                                | Engeland – Denemarken                      | 1–0                                        | Oefeninterland                             |                                            |
| 11                                         | 28 Sep 1988                                | Denemarken – IJsland                       | 1–0                                        | Oefeninterland                             |                                            |
| 12                                         | 19 Oct 1988                                | Griekenland – Denemarken                   | 1–1                                        | WK-kwalificatie                            |                                            |
| 13                                         | 02 Nov 1988                                | Denemarken – Bulgarije                     | 1–1                                        | WK-kwalificatie                            |                                            |
| 14                                         | 22 Feb 1989                                | Italië – Denemarken                        | 1–0                                        | Oefeninterland                             |                                            |
| 15                                         | 26 Apr 1989                                | Bulgarije – Denemarken                     | 0–2                                        | WK-kwalificatie                            |                                            |
| 16                                         | 14 Jun 1989                                | Denemarken – Zweden                        | 6–0                                        | Oefeninterland                             |                                            |
| 17                                         | 18 Jun 1989                                | Denemarken – Brazilië                      | 4–0                                        | Oefeninterland                             |                                            |
| 18                                         | 06 Sep 1989                                | Nederland – Denemarken                     | 2–2                                        | Oefeninterland                             | 67'                                        |
| 19                                         | 11 Oct 1989                                | Denemarken – Roemenië                      | 3–0                                        | WK-kwalificatie                            |                                            |
| 20                                         | 05 Sep 1990                                | Zweden – Denemarken                        | 0–1                                        | Oefeninterland                             |                                            |
| 21                                         | 10 Oct 1990                                | Denemarken – Faeröer                       | 4–1                                        | EK-kwalificatie                            |                                            |
| 22                                         | 17 Oct 1990                                | Noord-Ierland – Denemarken                 | 1–1                                        | EK-kwalificatie                            |                                            |
| 23                                         | 14 Nov 1990                                | Denemarken – Joegoslavië                   | 0–2                                        | EK-kwalificatie                            |                                            |
| 24                                         | 09 Apr 1991                                | Denemarken – Bulgarije                     | 1–1                                        | Oefeninterland                             |                                            |
| 25                                         | 26 Aug 1992                                | Letland – Denemarken                       | 0–0                                        | WK-kwalificatie                            |                                            |
| 26                                         | 09 Sep 1992                                | Denemarken – Duitsland                     | 1–2                                        | Oefeninterland                             |                                            |
| 27                                         | 14 Oct 1992                                | Denemarken – Ierland                       | 0–0                                        | WK-kwalificatie                            |                                            |
| 28                                         | 18 Nov 1992                                | Noord-Ierland – Denemarken                 | 0–1                                        | WK-kwalificatie                            |                                            |
| 29                                         | 09 Nov 1996                                | Denemarken – Frankrijk                     | 1–0                                        | Oefeninterland                             |                                            |
| 30                                         | 29 Mar 1997                                | Kroatië – Denemarken                       | 1–1                                        | WK-kwalificatie                            |                                            |
| 31                                         | 30 Apr 1997                                | Denemarken – Slovenië                      | 4–0                                        | WK-kwalificatie                            |                                            |
| 32                                         | 08 Jun 1997                                | Denemarken – Bosnië en Herz.               | 2–0                                        | WK-kwalificatie                            |                                            |
| 33                                         | 20 Aug 1997                                | Bosnië en Her. – Denemarken                | 3–0                                        | WK-kwalificatie                            |                                            |
| 34                                         | 10 Sep 1997                                | Denemarken – Kroatië                       | 3–1                                        | WK-kwalificatie                            |                                            |
| 35                                         | 11 Oct 1997                                | Griekenland – Denemarken                   | 0–0                                        | WK-kwalificatie                            |                                            |
| 36                                         | 25 Mar 1998                                | Schotland – Denemarken                     | 0–1                                        | Oefeninterland                             |                                            |
| 37                                         | 22 Apr 1998                                | Denemarken – Noorwegen                     | 0–2                                        | Oefeninterland                             |                                            |
| 38                                         | 28 May 1998                                | Zweden – Denemarken                        | 3–0                                        | Oefeninterland                             |                                            |
| 39                                         | 05 Jun 1998                                | Denemarken – Kameroen                      | 1–2                                        | Oefeninterland                             |                                            |
| 40                                         | 12 Jun 1998                                | Saoedi-Arabië – Denemarken                 | 0–1                                        | WK-eindronde                               |                                            |
| 41                                         | 18 Jun 1998                                | Denemarken – Zuid-Afrika                   | 1–1                                        | WK-eindronde                               |                                            |
| 42                                         | 24 Jun 1998                                | Frankrijk – Denemarken                     | 2–1                                        | WK-eindronde                               |                                            |
| 43                                         | 28 Jun 1998                                | Nigeria – Denemarken                       | 1–4                                        | WK-eindronde                               |                                            |
| 44                                         | 03 Jul 1998                                | Brazilië – Denemarken                      | 3–2                                        | WK-eindronde                               |                                            |
| 45                                         | 19 Aug 1998                                | Tsjechië – Denemarken                      | 1–0                                        | Oefeninterland                             |                                            |
| 46                                         | 05 Sep 1998                                | Wit-Rusland – Denemarken                   | 0–0                                        | EK-kwalificatie                            |                                            |
| 47                                         | 10 Oct 1998                                | Denemarken – Wales                         | 1–2                                        | EK-kwalificatie                            |                                            |
| 48                                         | 14 Oct 1998                                | Zwitserland – Denemarken                   | 1–1                                        | EK-kwalificatie                            |                                            |
| 49                                         | 10 Feb 1999                                | Kroatië – Denemarken                       | 0–1                                        | Oefeninterland                             |                                            |
| 50                                         | 27 Mar 1999                                | Denemarken – Italië                        | 1–2                                        | EK-kwalificatie                            |                                            |
| 51                                         | 28 Apr 1999                                | Denemarken – Zuid-Afrika                   | 1–1                                        | Oefeninterland                             |                                            |
| 52                                         | 05 Jun 1999                                | Denemarken – Wit-Rusland                   | 1–0                                        | EK-kwalificatie                            | 22'                                        |
| 53                                         | 09 Jun 1999                                | Wales – Denemarken                         | 0–2                                        | EK-kwalificatie                            |                                            |
| 54                                         | 18 Aug 1999                                | Denemarken – Nederland                     | 0–0                                        | Oefeninterland                             |                                            |
| 55                                         | 04 Sep 1999                                | Denemarken – Zwitserland                   | 2–1                                        | EK-kwalificatie                            |                                            |
| 56                                         | 08 Sep 1999                                | Italië – Denemarken                        | 2–3                                        | EK-kwalificatie                            |                                            |
| 57                                         | 10 Oct 1999                                | Denemarken – Iran                          | 0–0                                        | Oefeninterland                             |                                            |
| 58                                         | 13 Nov 1999                                | Israël – Denemarken                        | 0–5                                        | EK-kwalificatie                            |                                            |
| 59                                         | 17 Nov 1999                                | Denemarken – Israël                        | 3–0                                        | EK-kwalificatie                            |                                            |
| 60                                         | 29 Mar 2000                                | Portugal – Denemarken                      | 2–1                                        | Oefeninterland                             |                                            |
| 61                                         | 26 Apr 2000                                | Denemarken – Zweden                        | 0–1                                        | Oefeninterland                             |                                            |
| 62                                         | 03 Jun 2000                                | Denemarken – België                        | 2–2                                        | Oefeninterland                             |                                            |
| 63                                         | 11 Jun 2000                                | Frankrijk – Denemarken                     | 3–0                                        | EK-eindronde                               |                                            |
| 64                                         | 16 Jun 2000                                | Nederland – Denemarken                     | 3–0                                        | EK-eindronde                               |                                            |
| 65                                         | 21 Jun 2000                                | Denemarken – Tsjechië                      | 0–2                                        | EK-eindronde                               |                                            |
| 66                                         | 16 Aug 2000                                | Faeröer – Denemarken                       | 0–2                                        | Oefeninterland                             |                                            |
| 67                                         | 02 Sep 2000                                | IJsland – Denemarken                       | 1–2                                        | WK-kwalificatie                            |                                            |
| 68                                         | 07 Oct 2000                                | Noord-Ierland – Denemarken                 | 1–1                                        | WK-kwalificatie                            |                                            |
| 69                                         | 11 Oct 2000                                | Denemarken – Bulgarije                     | 1–1                                        | WK-kwalificatie                            |                                            |
| 70                                         | 15 Nov 2000                                | Denemarken – Duitsland                     | 2–1                                        | Oefeninterland                             |                                            |
| 71                                         | 24 Mar 2001                                | Malta – Denemarken                         | 0–5                                        | WK-kwalificatie                            | 50'                                        |
| 72                                         | 28 Mar 2001                                | Tsjechië – Denemarken                      | 0–0                                        | WK-kwalificatie                            |                                            |
| 73                                         | 25 Apr 2001                                | Denemarken – Slovenië                      | 3–0                                        | Oefeninterland                             |                                            |
| 74                                         | 02 Jun 2001                                | Denemarken – Tsjechië                      | 2–1                                        | WK-kwalificatie                            |                                            |
| 75                                         | 06 Jun 2001                                | Denemarken – Malta                         | 2–1                                        | WK-kwalificatie                            |                                            |
| 76                                         | 15 Aug 2001                                | Frankrijk – Denemarken                     | 1–0                                        | Oefeninterland                             |                                            |
| 77                                         | 01 Sep 2001                                | Denemarken – Noord-Ierland                 | 1–1                                        | WK-kwalificatie                            |                                            |
| 78                                         | 05 Sep 2001                                | Bulgarije – Denemarken                     | 0–2                                        | WK-kwalificatie                            |                                            |
| 79                                         | 06 Oct 2001                                | Denemarken – IJsland                       | 6–0                                        | WK-kwalificatie                            |                                            |
| 80                                         | 10 Nov 2001                                | Denemarken – Nederland                     | 1–1                                        | Oefeninterland                             |                                            |
| 81                                         | 27 Mar 2002                                | Ierland – Denemarken                       | 3–0                                        | Oefeninterland                             |                                            |
| 82                                         | 17 Apr 2002                                | Denemarken – Israël                        | 3–1                                        | Oefeninterland                             | 4'                                         |
| 83                                         | 17 May 2002                                | Denemarken – Kameroen                      | 2–1                                        | Oefeninterland                             |                                            |
| 84                                         | 26 May 2002                                | Denemarken – Tunesië                       | 2–1                                        | Oefeninterland                             |                                            |
| 85                                         | 01 Jun 2002                                | Uruguay – Denemarken                       | 1–2                                        | WK-eindronde                               |                                            |
| 86                                         | 06 Jun 2002                                | Denemarken – Senegal                       | 1–1                                        | WK-eindronde                               |                                            |

## Zakelijke carrière
Tijdens zijn voetbalcarrière is Heintze ook bezig geweest met een zakelijke carrière. In 2008 was hij directeur-eigenaar van een mediabedrijf dat zich voornamelijk bezighield met gedrukte media. Dit bedrijf is in december 2008 overgenomen. Sinds 2009 is Heintze mede-eigenaar van HG Property Group BV, een vastgoedgerelateerd bedrijf gevestigd in Eindhoven.
De "Nederlandse" Deen woont al jarenlang in Nuenen.

## Erelijst
| Europacup I                                 | 1x | 1987/88                                                                         |
| Kampioen Eredivisie                         | 9x | 1985/86, 1986/87, 1987/88, 1988/89, 1990/91, 1991/92, 1999/00, 2000/01, 2002/03 |
| KNVB beker                                  | 3x | 1987/88, 1988/89, 1989/90                                                       |
| Nederlandse Supercup / Johan Cruijff Schaal | 3x | 1992, 2000, 2001                                                                |